# Apostolische Majesteit
Sinds de regering van de Habsburger Leopold I (1657–1705), keizer van het Heilige Roomse Rijk en koning van Hongarije droegen de koningen en koninginnen van Hongarije steeds de titel "Apostolische Majesteit" en noemden zij zich "Apostolisch Koning van Hongarije".
De titel verwijst naar de Hongaarse koning Stephanus (ca. 975–1038) die zich als eerste Hongaarse vorst tot het christendom bekeerde en zijn volk kerstende.
Paus Silvester II zou de koning daarom met de apostelen hebben vergeleken en deze titel hebben toegekend. Stephanus werd in 1083 door paus Gregorius VII heilig verklaard. Er zijn geen historische bewijsstukken voor de overlevering dat een paus een bijzondere en erfelijke titel aan de Hongaarse vorst zou hebben toegekend voorhanden maar van 1657 tot aan de regering van Karel IV van Hongarije die in 1918 werd gedwongen om de regering neer te leggen werd de titel algemeen gebruikt.

## Voetnoten
1. ↑  Almanach de Gotha [2000] Blz. 336.